# 阿西爾伊德里斯酋長國
阿西尔伊德里斯酋長國（阿拉伯语：إمارة عسير الإدريسية）是一個位於阿拉伯半島西南，現在沙烏地阿拉伯阿西尔省的短期存在的酋長國，在1906年成立。
酋長國由一位反抗鄂圖曼帝國的阿拉伯酋長穆罕默德·本·阿里·伊德里斯建立，在第一次世界大战期间得到与奥斯曼土耳其开战的大英帝國支持。它的繁榮持續至1920年代，1925年其南半部并入了也门。1926年接受了内志与汉志联合王国的宗主权,1930年正式并入。随着沙特势力进入大也门的巴哈、阿西尔、吉赞、奈季兰，沙特与也门的关系于1933年正式破裂。1934年3月，沙特-也门战争爆发。1934年正式併入沙烏地阿拉伯。1934年6月14日签署了《塔伊夫条约》（Treaty of Taif），两国停战二十年，沙特放弃了对亚西尔酋長國南半部的荷台达、也门海岸的声索。